# Битва при Данданакане
Битва при Данданакане, Битва при Денданакане, Битва под Мервом (23 мая — 25 мая 1040 года) — крупное сражение у крепости Данданакан на территории современного Туркменистана, ознаменовавшее начало масштабных сельджукских завоеваний в Азии, между сельджукским войском и армией Газневидского государства. Первая крупная победа сельджуков, положившая начало их продвижению в Передней Азии.

## Предыстория
В 1035 году сельджуки, род которых происходил из огузо-туркменского племени кынык, под предводительством братьев Тогрул-бека и Чагры-бека, а также их дяди Мусы ибн Сельджука, переселились из Хорезма в Хорасан, принадлежавший Газневидскому государству. Условия, выдвинутые сельджуками (занятие земель в Хорасане при условии их защиты от нападений врагов) не удовлетворили газневидского султана Масуда, который решил изгнать сельджуков со своих земель. Но газневидские войска в 1035—1038 годах потерпели ряд поражений, а сельджуки расширили сферу своего влияния, захватив Нишапур. В 1039 султан Масуд Газневи стал более основательно готовиться к борьбе с сельджуками и нанёс им несколько чувствительных ударов, вернув Нишапур. Стороны стали готовиться к решающему сражению.

## Расстановка сил перед битвой
Султан Масуд мобилизовал максимальное количество войск своей державы и в апреле 1040 года сконцентрировал их в Герате. В составе армии Масуда находились боевые слоны, закованные в доспехи. Газневидские войска двинулись на сельджуков в направлении Мерва. Небольшие сельджукские отряды совершали частые нападения на газневидское войско, нанося ему урон, а также отрезали противника от источников воды. Это сказалось на физическом и моральном состоянии армии Масуда ко времени решающего сражения.

## Ход и итог сражения
Войска противников встретились у стен небольшой крепости Данданакан (Денданакан), расположенной в одном дне пути от Мерва на дороге в Серахс (в 33 км от современного туркменского города Мары). Сражение длилось три дня. Сельджуки полностью разгромили газневидскую армию. Султан Масуд бежал с поля сражения со 100 всадниками в Газни, всё имущество армии Газневидов стало трофеями сельджукского войска.

## Последствия
После победы при Данданакане Тогрул-бек и Чагры-бек продолжили завоевания, быстро овладев Хорасаном и начав продвижение на запад. Таким образом, образовалось Государство Сельджукидов, Тогрул-бек провозгласил себя султаном, а Чагры-бек стал правителем Хорасана. Газневидская держава навсегда утратила ведущую роль в политической жизни региона, став небольшим княжеством.